# Jacques Herbrand

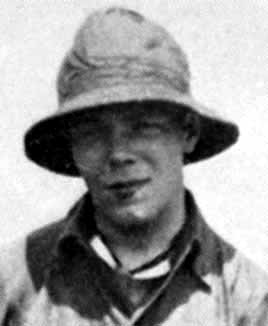
Jacques Herbrand

Jacques Herbrand (Parijs, 12 februari 1908 - La Bérarde, Isère, 27 juli 1931) was een Frans wiskundige.
Hij werkte op het gebied van de wiskundige logica en de klassenveldtheorie. Hij introduceerde recursieve functies. De stelling van Herbrand verwijst naar twee verschillende stellingen. Een daarvan is een resultaat uit zijn proefschrift over bewijstheorie. De andere is de stelling van Herbrand-Ribet. Het Herbrand-quotiënt is een type Euler-karakteristiek, die gebruikt wordt in de homologische algebra. Hij heeft bijgedragen aan het programma van David Hilbert over de grondslagen van de wiskunde door een constructief consistentiebewijs voor een zwak systeem van de rekenkundige op te stellen. Dit bewijs maakt gebruik van de hierboven genoemde bewijstheoretische stelling van Herbrand.

## Biografie
In 1929 had Herbrand zijn proefschrift, dat hij onder begeleiding van Ernest Vessiot aan de École Normale Supérieure had geschreven, voltooid. Vanaf oktober 1929 diende hij echter in het Franse leger, waardoor hij pas het volgende jaar in staat was dit proefschrift aan de Sorbonne daadwerkelijk te verdedigen. In 1931 kwam hij in aanmerking voor een Rockefeller-beurs, waardoor hij in 1931 in Duitsland kon studeren, eerst bij John von Neumann in Berlijn, vervolgens in juni 1931 met Emil Artin in Hamburg, en ten slotte bij Emmy Noether in Göttingen.
Zijn voornaamste studie op het gebied van bewijstheorie en algemene recursieve functies "On the consistency of arithmetic" (Over de consistentie binnen het rekenen) bood Herbrand vroeg in het jaar 1931 ter review aan. Toen dit essay nog werd gereviewed, kwam Kurt Gödels in zijn "On formally undecidable sentences of Principia Mathematica and related systems I" (Over formeel onbeslisbare zinnen in de Principia Mathematica en aanverwante systemen deel I) met zijn resultaat, dat het onmogelijk was om binnen een bepaalde theorie de consistentiebewijzen van deze theorie te formaliseren. Herbrand bestudeerde Gödels essay en schreef een appendix voor zijn eigen essay, waarin hij uitlegde waarom Gödels resultaat niet in tegenspraak was met zijn eigen resultaat. In juli 1931 was Jacques Herbrand met twee vrienden aan het bergbeklimmen in de Franse Alpen, toen hij bij een val in de granieten bergen van het Massif des Ecrins om het leven kwam. Hij was toen pas 23 jaar oud. Zijn "Over de consistentie binnen het rekenen" werd postuum gepubliceerd.

## Citaat
"Jacques Herbrand zou Bourbaki hebben gehaat" zei de Franse wiskundige Claude Chevalley geciteerd in Michèle Chouchan "Nicolas Bourbaki Faits et légendes" Edition du choix, 1995